# 環境主義

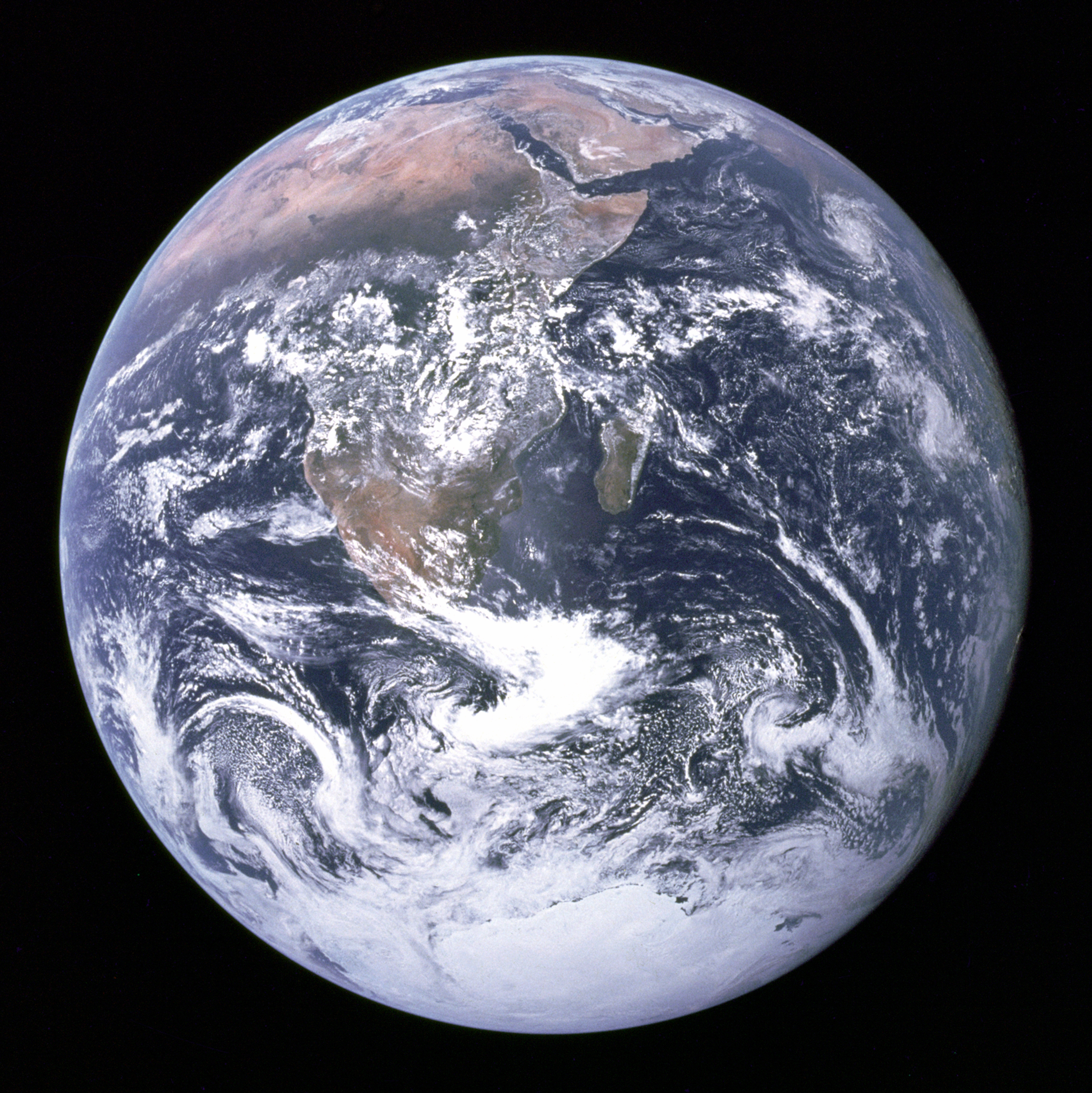
歴史的なザ・ブルー・マーブルの写真。環境主義はこの惑星に全体としての関心がある。

環境主義（かんきょうしゅぎ、英: Environmentalism）とは広がりを持った考え方であり、環境保護に対する関心と現状の環境に対する改善に関する政治思想、社会思想および社会運動である。環境主義および環境への懸念は緑色によって表されることが多い。

## 社会運動としての環境主義
環境主義は、天然資源や生態系を保護するため、ロビー活動、積極行動主義、教育によって政治プロセスへの影響を求める社会運動として定義することもできる。生態系の参加者としての人類の認識において、環境保護運動は、エコロジー、健康、人権に中心が置かれている。
環境主義者は、我々の自然環境と持続可能な資源管理について、浪費にならないような習慣を支持することによって公共政策や個人の振る舞いの変化を通じて、声高に主張したりする人のことである。 草の根運動の行動主義やプロテスト（protest）などを例として、さまざまな方法で、環境主義者と環境保護団体は、人間の関心事においてより強い発言を自然界に与えようとする。

## 歴史
環境保護に対する関心は、歴史を通して世界各地で多様な形式で繰り返されている。例えば、中東において、環境汚染に関して最も初期に知られている文章は、「アラブの農業革命（Arab Agricultural Revolution）」の間に、キンディー、Qusta ibn Luqa、アル・ラーズィー、Ibn al-Jazzar、Banu Tamim、Al-Masihi、イブン・スィーナー、アリ・イブン・リドワン、Isaac Israeli ben Solomon、Abd-el-latif、Ibn al-Nafisなどの作家によって書かれたアラビアの医学論文（Arabic medical treatises）であった。それらは、特定の地方における大気汚染、水質汚染、土壌汚染、固形廃棄物（solid waste）の誤った取り扱い、 環境アセスメントに関係した。
ヨーロッパでは、イギリスのエドワード1世が、石炭による煙が問題になった後に、1272年にロンドンでの公布により石炭（sea-coal）の燃焼を禁止した。その燃料はイギリスでは余りにも一般的で、海岸（seashore）から一輪荷車によって運ばれたために、この最古の名前を得ている。大気汚染はイギリスでは問題になり続けることになり、特に産業革命の期間の後や、1952年のロンドンスモッグと近年まで及んでいる。